# Wahlbezirk Böhmen 70
Der Wahlbezirk Böhmen 70 war ein Wahlkreis für die Wahlen zum Abgeordnetenhaus im österreichischen Kronland Böhmen. Der Wahlbezirk wurde 1907 mit der Einführung der Reichsratswahlordnung geschaffen und bestand bis zum Zusammenbruch der Habsburgermonarchie.

## Geschichte
Nachdem der Reichsrat im Herbst 1906 das allgemeine, gleiche, geheime und direkte Männerwahlrecht beschlossen hatte, wurde mit 26. Jänner 1907 die große Wahlrechtsreform durch Sanktionierung von Kaiser Franz Joseph I. gültig. Mit der neuen Reichsratswahlordnung schuf man insgesamt 516 Wahlbezirke, wobei mit Ausnahme Galiziens in jedem Wahlbezirk ein Abgeordneter im Zuge der Reichsratswahl gewählt wurde. Der Abgeordnete musste sich dabei im ersten Wahlgang oder in einer Stichwahl mit absoluter Mehrheit durchsetzen. Der Wahlkreis Böhmen 70 umfasste die Gerichtsbezirke Přestitz, Taus (ohne die Gemeinden Haselbach, Prennet, Tannawa, Vollmau, Wassersuppen), Neugedein (ohne die Gemeinden Braunbusch, Donau, Hirschau, Kaltenbrunn, Marberg, Neumarkt, Schneiderhof, Viertl) sowie die Gemeinden Chotimiř, Elstin, Franowa, Kamenzen, Křenowa, Kwitschowitz, Lohowa, Lohowtschitz, Malonitz, Motscherad, Podiefuß, Putzlitz, Schekarschen, Stankau Markt, Tschirm, Wostratschin (alle Gerichtsbezirk Bischofteinitz). Vom Wahlbezirk waren jedoch die Städte Přestitz, Taus und Neugedein (alle Wahlbezirk 31) ausgenommen.
Aus der Reichsratswahl 1907 ging der Sozialdemokrat Antonín Remeš als Sieger hervor. Bei der Reichsratswahl 1911 konnte sich der Tschechische Agrarier Tomáš Janovec durchsetzen.

## Wahlergebnisse

### Reichsratswahl 1907
Die Reichsratswahl 1907 wurde am 14. Mai 1907 (erster Wahlgang) durchgeführt. Die Stichwahl entfiel auf Grund des absoluten Mehrheit für Antonín Remeš im ersten Wahlgang.
| Kandidat                                                                       | Partei                                  | Wahlkreis- stimmen | Stimmen- anteil |
| ------------------------------------------------------------------------------ | --------------------------------------- | ------------------ | --------------- |
| Antonín Remeš                                                                  | Tschechische Sozialdemokratische Partei | 5511               | 50,4 %          |
| Tomáš Janovec                                                                  | Tschechische Agrarpartei                | 5189               | 47,4 %          |
| Janda                                                                          | Tschechisch national-soziale Partei     | 200                | 1,8 %           |
|                                                                                | Sonstige Parteien                       | 38                 | 0,3 %           |
| Wahlberechtigte: 13.284, Ungültige/Leere Stimmen: 143, Wahlbeteiligung: 83,4 % |                                         |                    |                 |

### Reichsratswahl 1911
Die Reichsratswahl 1911 wurde am 13. Juni 1911 sowie am 20. Juni 1911 (Stichwahl) durchgeführt.

#### Erster Wahlgang
| Kandidat                                                                       | Partei                                  | Wahlkreis- stimmen | Stimmen- anteil |
| ------------------------------------------------------------------------------ | --------------------------------------- | ------------------ | --------------- |
| Tomáš Janovec                                                                  | Tschechische Agrarpartei                | 5142               | 48,2 %          |
| Antonín Remeš                                                                  | Tschechische Sozialdemokratische Partei | 4959               | 46,5 %          |
| Josef Kolařík                                                                  | Christlichsoziale Partei                | 440                | 4,1 %           |
|                                                                                | Selbständiger Kandidat                  | 83                 | 0,8 %           |
|                                                                                | Sonstige Parteien                       | 46                 | 0,4 %           |
| Wahlberechtigte: 13.659, Ungültige/Leere Stimmen: 195, Wahlbeteiligung: 79,5 % |                                         |                    |                 |

#### Stichwahl
| Kandidat                                                                       | Partei                                  | Wahlkreis- stimmen | Stimmen- anteil |
| ------------------------------------------------------------------------------ | --------------------------------------- | ------------------ | --------------- |
| Tomáš Janovec                                                                  | Tschechische Agrarpartei                | 6220               | 54,7 %          |
| Antonín Remeš                                                                  | Tschechische Sozialdemokratische Partei | 5142               | 45,3 %          |
| Wahlberechtigte: 13.659, Ungültige/Leere Stimmen: 130, Wahlbeteiligung: 84,1 % |                                         |                    |                 |